# Pietra di Bismantova

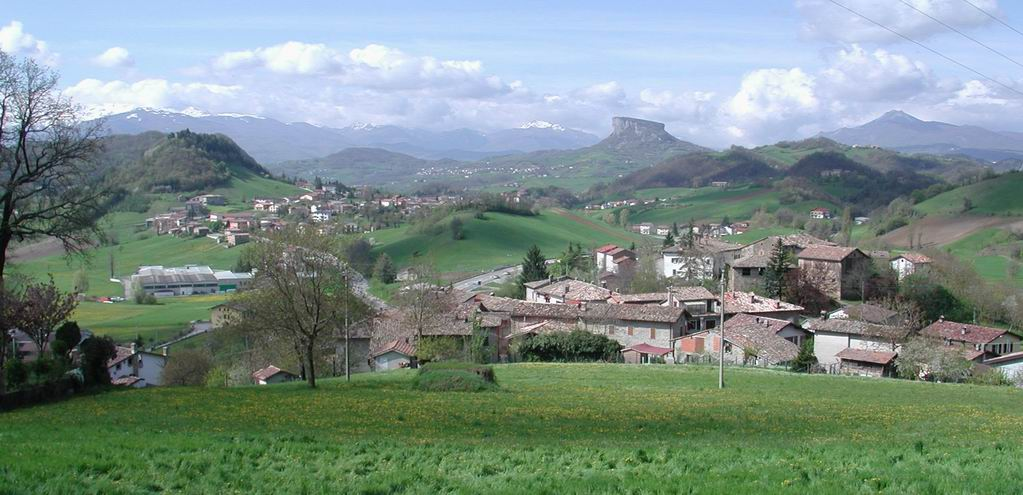
Die Pietra di Bismantova in den nördlichen Apenninen

Die Pietra di Bismantova ist eine auffällige Felsformation in den nördlichen Apenninen in Italien. Sie liegt auf dem Gemeindegebiet von Castelnovo ne’ Monti in der Provinz Reggio Emilia in der Emilia-Romagna. Sie besteht aus einem schmalen Plateau, umgeben von abschüssigen Felswänden, die sich in der umliegenden sanften Berglandschaft scharf abzeichnen.

## Geologie
Die Pietra besteht aus kalkhaltigem Sedimentgestein, das im Miozän am Meeresgrund über Mergel aufgeschichtet wurde. Im Gestein eingeschlossen findet man für ein tropisches Klima typische Mollusken. Die langsame Entstehung von Rissen und Spalten im kalkhaltigen Gestein, gefolgt von Erosion, hat bisher die heute sichtbare Plattform auf der Spitze des Felsens intakt gelassen. Dieses Plateau ist etwa 1 km lang, 240 m breit und 300 m oberhalb der die Pietra umgebenden Landschaft. Die Spitze des Felsens liegt auf 1047 m s.l.m.

## Flora und Fauna
Die Spitze der Pietra di Bismantova ist zu einem großen Teil von Süßgräsern bewachsen und teilweise bewaldet. Es wachsen Sträucher wie Gemeine Hasel, Wacholder, Weißdorn, Ginster und Rhododendron. Vorkommende Bäume sind Flaumeichen, Zerreichen, Ahorne, Linden und Hainbuchen. Auf Felsvorsprüngen findet man Arten, die ein trockenes Klima bevorzugen, wie den Thymian.
Auf dem Plateau und in der Umgebung sind für die Apenninen typische Arten wie Wildschweine, Rehe, Hasen, Igel oder Greifvögel verbreitet.

## Geschichte

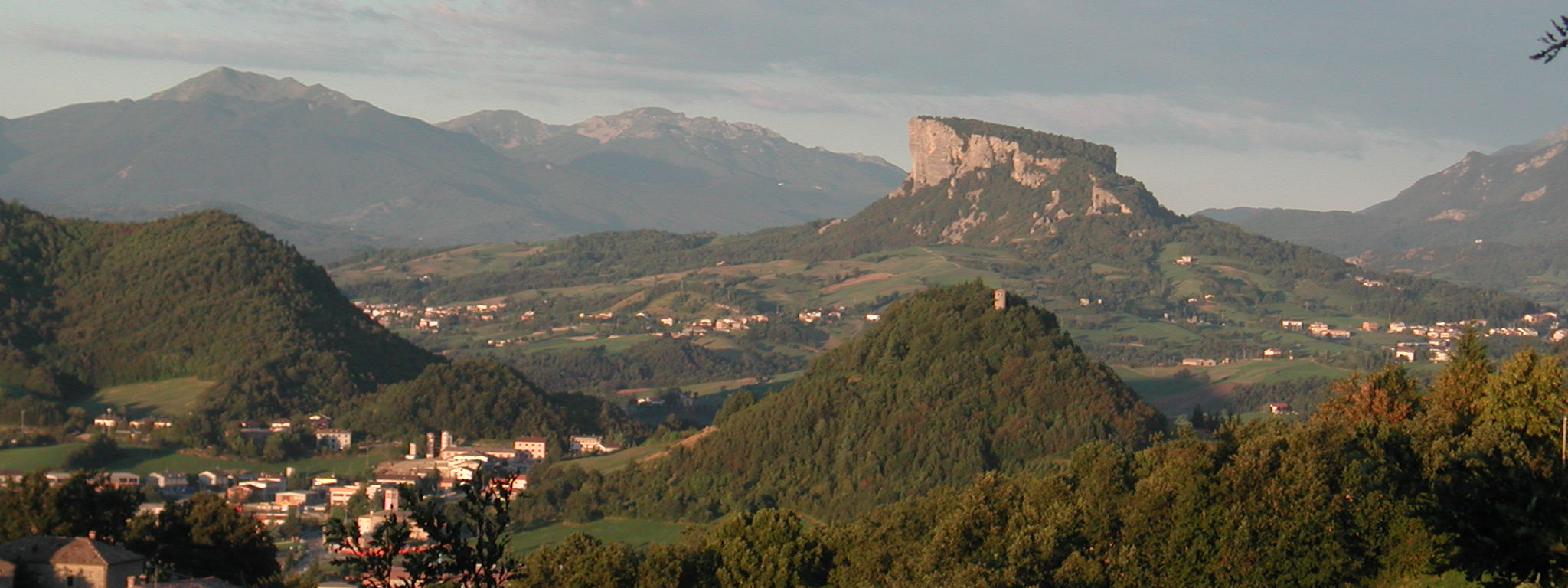
Die Pietra von der Gemeinde Carpineti aus gesehen

Auf dem Felsen wurden Artefakte und Keramikfragmente gefunden, die darauf schließen lassen, dass das Plateau schon früh von Menschen genutzt wurde. 
In byzantinischer Zeit wurde an den Hängen des Felsens eine Burg errichtet. Auf den Ruinen dieses Gebäudes entstand im 18. Jahrhundert eine heute noch existierende benediktinische Einsiedelei mit einer öffentlich zugänglichen Kirche.
Bis zum 16. Jahrhundert war das Gebiet Lehen der Familie Dallo da Bismantova, dann wurde es Herrschaftsgebiet der Este. 1859 wurde die Pietra der neu entstandenen Gemeinde Castelnovo ne’ Monti zugeschlagen. 
Zu Beginn des 20. Jahrhunderts wurden auf dem Felsen jene Wege und Steige angelegt, die auch noch heute benutzt werden.

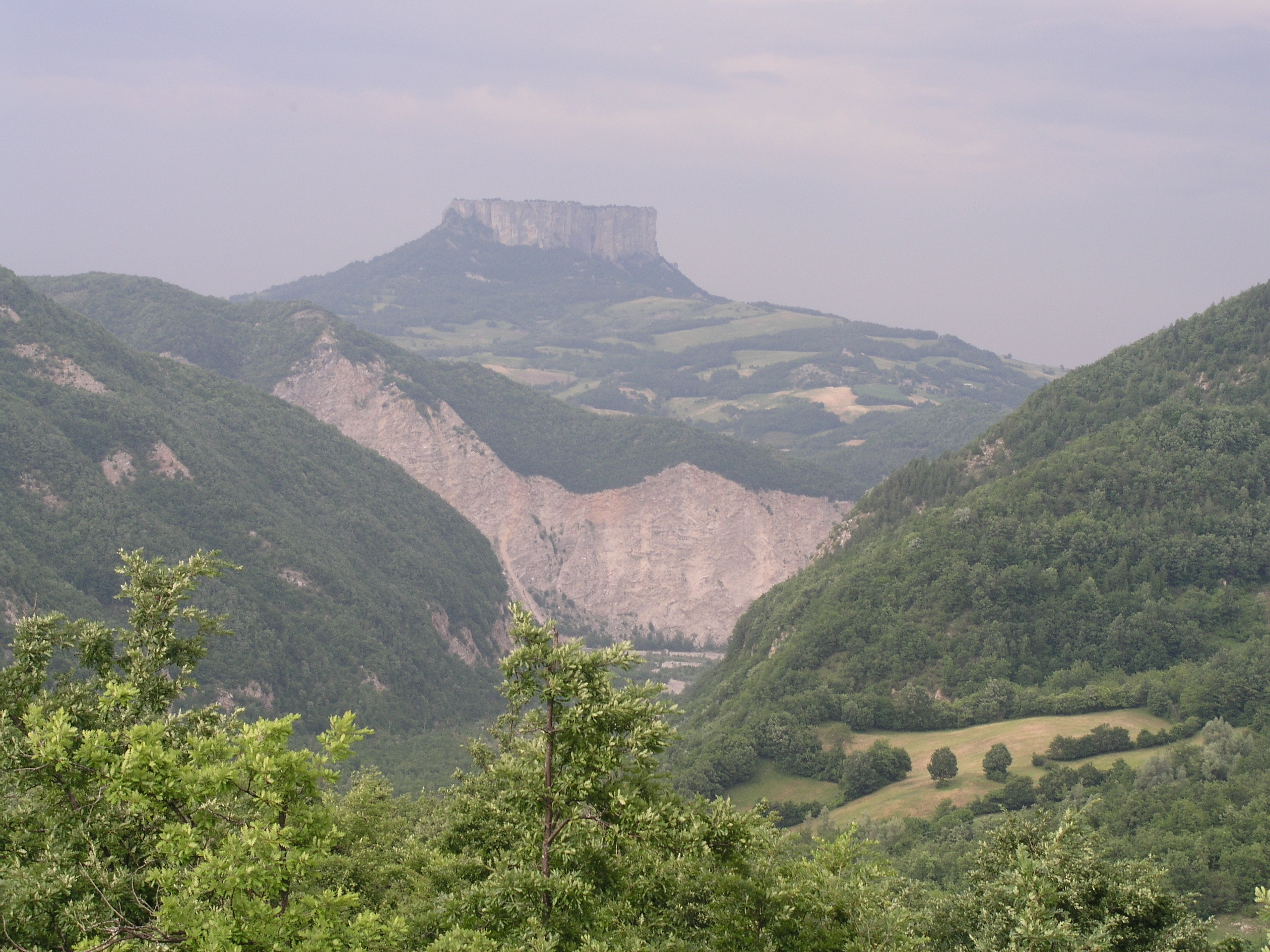
Blick von Süden auf die Pietra di Bismantova - von der Via Segalara/SP108

## Sonstiges
Die Pietra di Bismantova wird von Dante in der Göttlichen Komödie erwähnt und inspirierte ihn möglicherweise zur Beschreibung des Monte del Purgatorio (des Läuterungsberges).